# 安非氯醛
安非氯醛（INN：Amfecloral；USAN：Amphecloral）是苯乙胺和苯丙胺化学类别的兴奋剂药物，曾用作食欲抑制剂（商品名为Acutran），但现在已不再销售。在1970年的一篇评论中，它被归类为一种几乎没有兴奋剂活性的厌食药物。英国药典委员会于1970年批准了该名称。制造它的原料是右旋苯丙胺和水合氯醛。